# Часовенка
Часовенка — деревня в Любимском районе Ярославской области.
С точки зрения административно-территориального устройства входит в состав Воскресенского сельского округа. С точки зрения муниципального устройства входит в состав Воскресенского сельского поселения.

## История
Известна как минимум с конца XVIII века. 
В советское время в деревне работал колхоз им. 1 мая. 

## Население
97 чел. (1859), 0 чел. и в 1989 году, , и в 2002 году, и в 2007 году, и 2010 году.